# 堀井ヒロツグ
堀井ヒロツグ（ほりい ひろつぐ）は日本の写真家、静岡県生まれ。

## 人物・来歴
早稲田大学芸術学校空間映像科卒業。制度や規範によって振り付けられてきた身体像や家族像に目を凝らしながら、ひとつの身体のなかに折り重なるアイデンティティの複数性と、その居場所や帰属のあり方を問いかけている。

近作では、性愛や恋愛を軸にもたない親密さや、ケアの共同体としてのパートナーシップに関心を寄せ、異なる存在同士が共にあることで立ち現れる関係の価値や、とりわけ〈弱さ〉を媒介とした他者との共同性に想像力を差し向けている。。
在野の研究者たちが集うオルタナティブスペース「下鴨ロンド」の窓ガラスを玄関と間違えて開け、スタスタという足音とともに入ってきたエピソードが知られている。

## 受賞歴
- 2025年 T3 NEW TALENT ファイナリスト（中堅作家部門）
- 2021年 IMA next #17 ショートリスト（アマンダ・マドックス選 / J・ポール・ゲティ美術館キュレーター）
- 2019年 KYOTOGRAPHIE 京都国際写真祭 KG+セレクトアワード ファイナリスト
- 2013年 塩竈フォトフェスティバル写真賞 特別賞
- 2013年 東川町国際写真フェスティバル ポートフォリオオーディション グランプリ[3]

## 展覧会
- 2024年「身体の脱ぎ方」[4]PURPLE
- 2023年「都美セレクション2023」東京都美術館
- 2019年「見えない川」元・淳風小学校
- 2015年「すべて海へ還っていく、そしてまた降り注ぐ」FOIL Gallery
- 2014年「Voices」 Art Gallery M84[5]

## 作品収蔵
- 東川町文化ギャラリー
- アウラ現代藝術振興財団

## 著作
- 『写真 新編 写真・技法と研究 はじめて学ぶ芸術の教科書』用語集（京都芸術大学出版局、2019年）

## 掲載
- 『りんご通信 vol.7』寄稿（赤々舎、2025年）
- 『りんご通信 vol.6』寄稿（赤々舎、2024年）
- 『IWAKAN  未来の男性へ : IWAKAN書簡集』寄稿（Creative Studio REING、2023年）
- 『IWAKAN Volume 03：特集 政自』対談（Creative Studio REING、2021年）
- 『IMA 2021 vol.36 特集：流動するジェンダーの時代』掲載（アマナ、2021年）